# سبنسر فورد
سبنسر فورد (بالإنجليزية: Spencer Ford)‏ هو لاعب اللاكروس أمريكي، ولد في 20 أبريل 1976 في توسون في الولايات المتحدة.